# Ring My Bell
Albums de Anita Ward
Don't Drop My Love
(1979)
Ring My Bell est une chanson disco d'Anita Ward, parue en 1979. Elle était initialement écrite pour Stacy Lattisaw, mais lorsqu'elle signa chez un autre label, il fut demandé à Ward de chanter ce qui devint son seul succès majeur. 
Ring My Bell a été reprise par de nombreux artistes depuis sa première sortie, notamment DJ Jazzy Jeff & The Fresh Prince, Ann Lee, Tori Amos, Blood Sisters, Dynamic Duo, D'Flow Production Squad, Collette, Saïan Supa Crew, INOJ, Pato Fu, Joey Boy, Sxip Shirey, et Princess X (une version modernisée sous le titre Gimme All (Ring My Bell)). Elle a été remixée à de multiples reprises et est considérée comme un classique de la période disco.

## Instrumentation
La chanson est caractérisée par le son d'un carillon  et de la batterie électronique Synare jouant un ton tom aigu.

## Classements
Ring My Bell est devenu numéro 1 au classement des chansons discoet a été à la fois numéro 1 au Billboard Hot 100 et au classement des singles de soul. Elle a aussi atteint la première place à l'UK Singles Chart.

## Utilisation dans d'autres médias
La chanson a été utilisée dans les films Playgirl (1981), A Thin Line Between Love and Hate (1996), The Waterboy (1998), Mystery Men (1999), Corky Romano (2001), Dahmer (2002), The Possible (2006), On arrête quand ? (2007) et Le Livre d'Eli (2010).
Elle a été utilisée en publicité dans des spots pour Burger King (1997), des haricots Heinz (2008), Telus, et dans les jeux vidéo True Crime: New York City,Grand Theft Auto: San Andreas (diffusion sur les radios) et Just Dance (2009).
Elle constitue une preuve dans la série Elementary, saison 6, épisode 16.

## Second degré
L'expression Ring my bell !  (sonne ma cloche) a une connotation sexuelle dans cette chanson : l'équivalent de "Fais-moi jouir !"